# مايكل شوفالييه
مايكل شوفالييه (بالألمانية: Michael Chevalier)‏ هو ممثل ألماني، ولد في 14 مايو 1933 ببرلين في ألمانيا، وتوفي 2005.

## أعمال

### أفلام
- (1970) الوادي الأخير

## وصلات خارجية
- مايكل شوفالييه على موقع IMDb (الإنجليزية)
- مايكل شوفالييه على موقع ميوزك برينز (الإنجليزية)
- مايكل شوفالييه على موقع ديسكوغز (الإنجليزية)
- مايكل شوفالييه على موقع قاعدة بيانات الفيلم (الإنجليزية)
- مايكل شوفالييه على موقع كينوبويسك (الروسية)